# Річки Болгарії

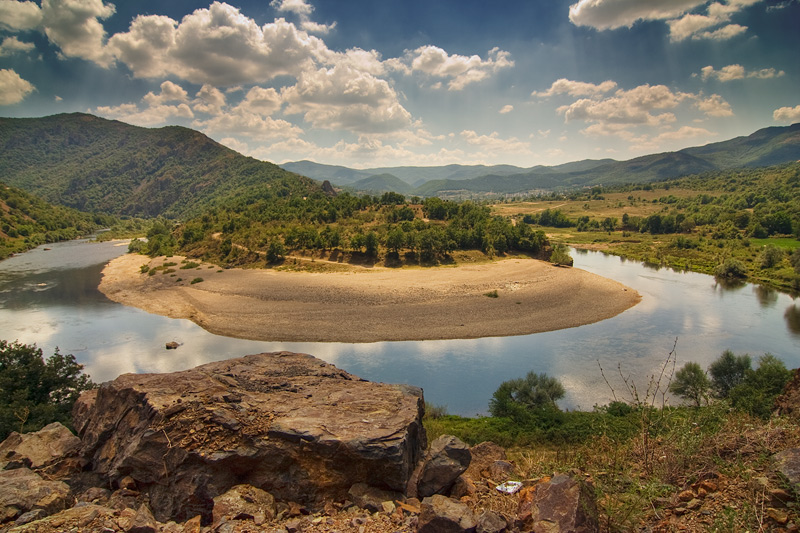
Арда

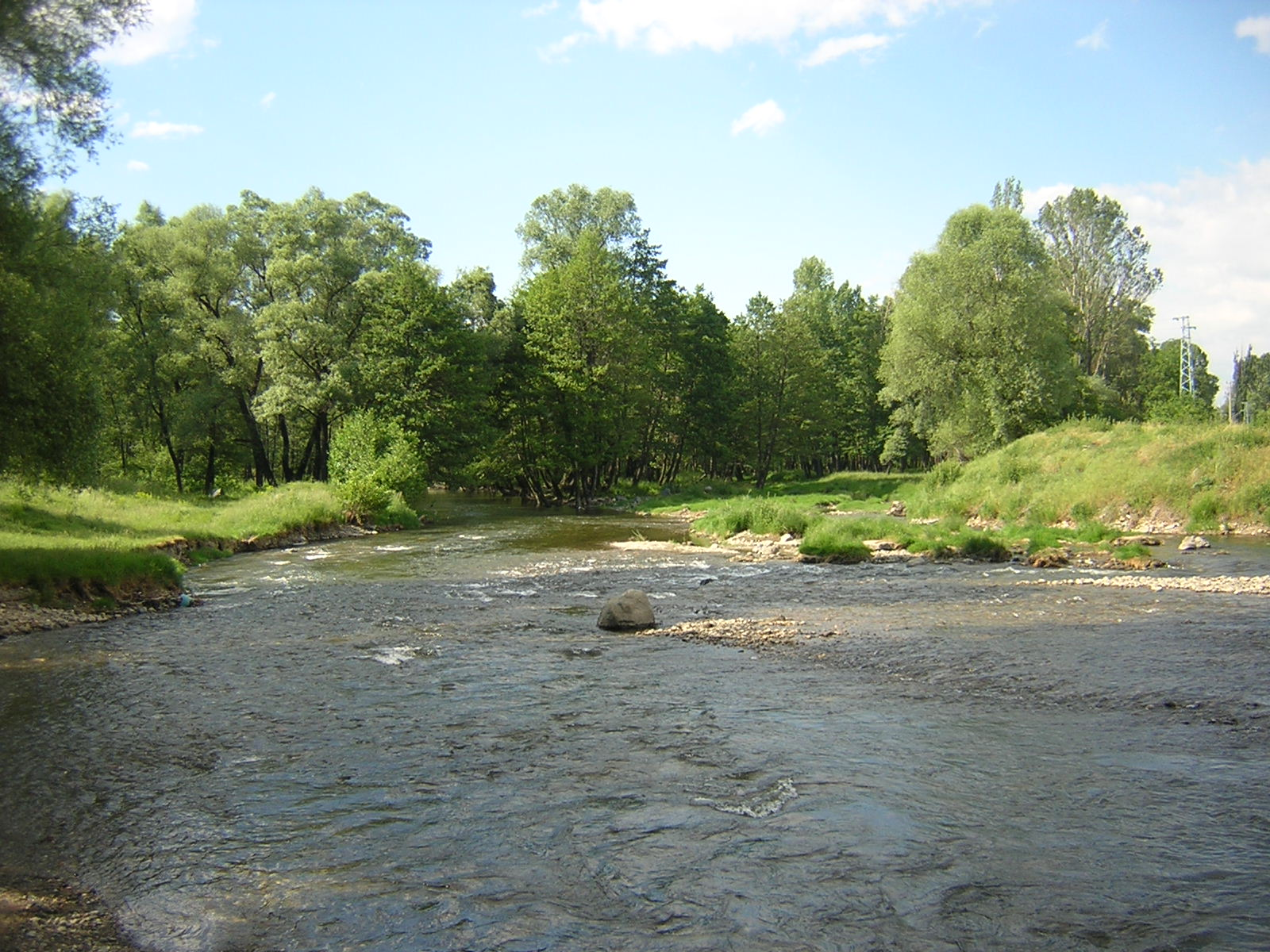
Іскир

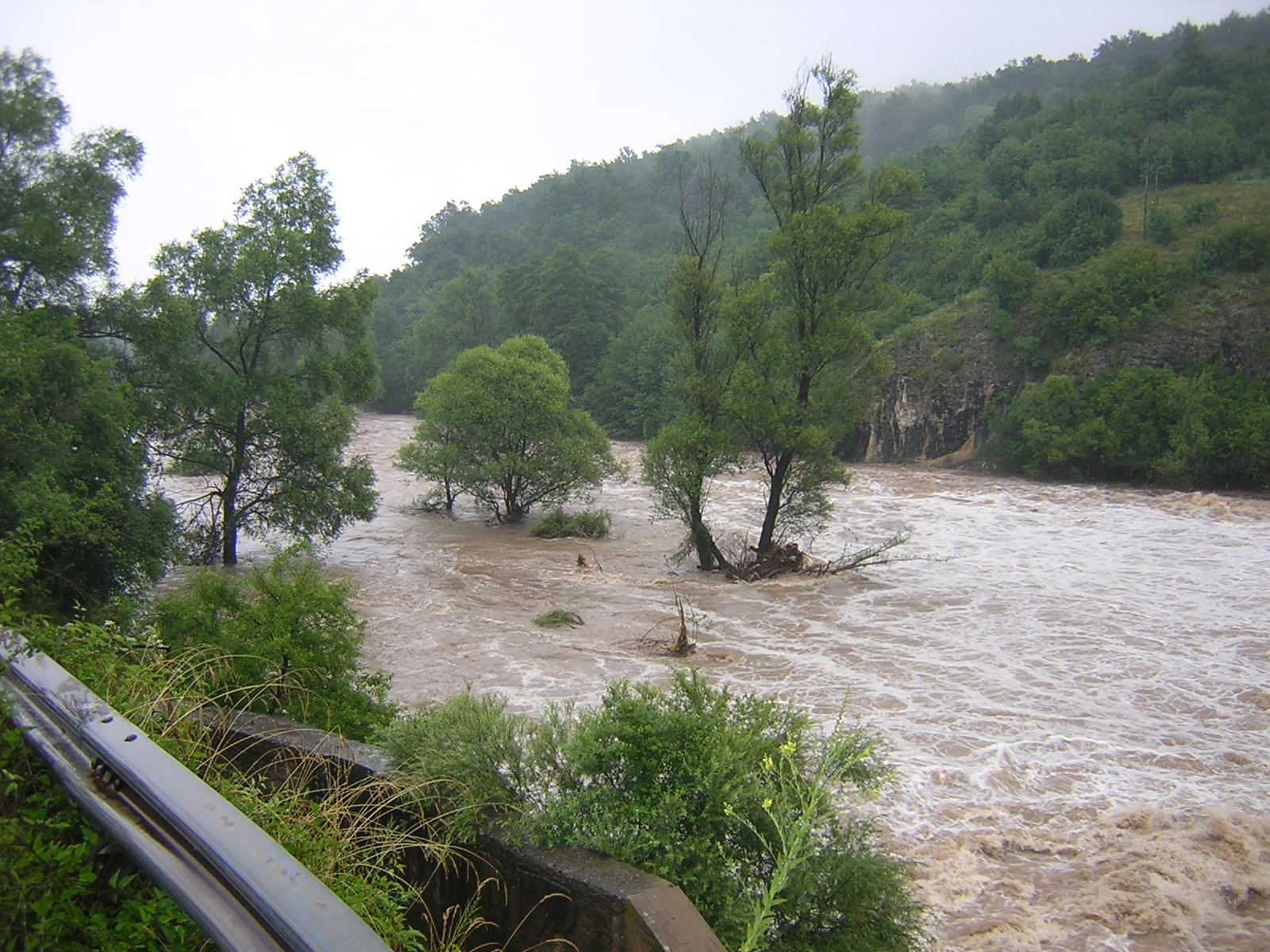
Віт

Річки Болгарії складають відносно густу мережу (за винятком східної частини Дунайської рівнини), більшість має невелику протяжність і гірський характер, що робить їх мілководними в літній період. Єдиною судноплавною річкою є Дунай. Найбільшою в Болгарії притокою Дунаю, і другою за протяжністю в країні річкою, є Іскир. З річок басейну Егейського моря найбільш повноводними є Маріца та Места. Річки маю велике значення для гідроенергетики та систем зрошування. На річках збудовано велика кількість водосховищ.

## Список найдовших річок Болгарії[2]
Список найдовших річок Болгарії.
| №  | Річка        | Болгарська назва | Довжина територією Болгарії, км | Загальна довжина, км |
| -- | ------------ | ---------------- | ------------------------------- | -------------------- |
| 1  | Дунай        | Дунав            | 471                             | 2960                 |
| 2  | Іскир        | Искър            | 368                             | 368                  |
| 3  | Тунджа       | Тунджа           | 349                             | 405                  |
| 4  | Осам         | Осъм             | 314                             | 314                  |
| 5  | Янтра        | Янтра            | 296                             | 296                  |
| 6  | Маріца       | Марица           | 286                             | 525                  |
| 7  | Камчія       | Камчия           | 245                             | 245                  |
| 8  | Арда         | Арда             | 245                             | 278                  |
| 9  | Струма       | Струма           | 241                             | 415                  |
| 10 | Русенски Лом | Русенски Лом     | 201                             | 201                  |
| 11 | Люда Камчия  | Луда Камчия      | 197                             | 197                  |
| 12 | Віт          | Вит              | 189                             | 189                  |